# Ausztrál labdarúgókupa
A FFA-Kupa (Football Federation Australia Cup vagy Ausztrál Kupa) egy kieséses rendszerű labdarúgótorna, melyet éves szinten tartanak meg. Ez a második legfontosabb nemzeti cím az ausztrál labdarúgásban az A-League után.

## Döntők
| Év   | Győztes                            | Döntős                             | Eredmény                           | Helyszín                           | Nézőszám                           |
| ---- | ---------------------------------- | ---------------------------------- | ---------------------------------- | ---------------------------------- | ---------------------------------- |
| 2014 | Adelaide United                    | Perth Glory                        | 1–0                                | Coopers Stadium                    | 16 142                             |
| 2015 | Melbourne Victory                  | Perth Glory                        | 2–0                                | AAMI Park                          | 15 098                             |
| 2016 | Melbourne City                     | Sydney                             | 1–0                                | AAMI Park                          | 18 751                             |
| 2017 | Sydney                             | Adelaide United                    | 2–1 (h.u.)                         | Allianz Stadium                    | 13 452                             |
| 2018 | Adelaide United                    | Sydney                             | 1–0                                | Coopers Stadium                    | 14 448                             |
| 2019 | Adelaide United                    | Melbourne City                     | 4–0                                | Coopers Stadium                    | 14 920                             |
| 2020 | Törölték a Covid19-pandémia miatt. | Törölték a Covid19-pandémia miatt. | Törölték a Covid19-pandémia miatt. | Törölték a Covid19-pandémia miatt. | Törölték a Covid19-pandémia miatt. |
| 2021 | Melbourne Victory                  | Central Coast Mariners             | 2–1                                | Melbourne Rectangular Stadium      | 15 343                             |
| 2022 | Macarthur                          | Sydney United                      | 2–0                                | Western Sydney Stadium             | 16 461                             |
| 2023 | Sydney                             | Brisbane Roar                      | 3–1                                | Western Sydney Stadium             | 15 482                             |
| 2024 | Macarthur                          | Melbourne Victory                  | 1–0                                | Melbourne Rectangular Stadium      | 13 289                             |

### Teljesítmény klubonként
| Adelaide United        | 3 | 1 | (2014, 2018, 2019) |               |   |   |  |
| Sydney                 | 2 | 2 | (2017, 2023)       |               |   |   |  |
| Melbourne Victory      | 2 | 1 | (2015, 2021)       |               |   |   |  |
| Macarthur              | 2 | 0 | (2022, 2024)       |               |   |   |  |
| Melbourne City         | 1 | 1 | (2016)             |               |   |   |  |
| Perth Glory            | 0 | 2 |                    |               |   |   |  |
| Central Coast Mariners | 0 | 1 |                    |               |   |   |  |
| Sydney United          | 0 | 1 |                    | Brisbane Roar | 0 | 1 |  |